# Varanus bitatawa
Varanus bitatawa — вид плазунів, що належить до родини варанових. Уникає перетинати відкриті простори, і надає перевагу проводити час високо на деревах. Живиться в основному фруктами й равликами. Тісно пов'язаний з Varanus komodoensis.

## Опис
Довжина: бл. 2 м. Вага бл. 10 кг. Його великий, міцний корпус чорного кольору на спинний поверхні, що контрастує з золотисто-жовтою плямистістю. Чорна голова і шия також строкаті з жовтим. Передні кінцівки переважно жовтого кольору, а задні кінцівки чорними з великими жовтими плямами. Молодь має більше жовтого забарвлення на своєму тілі в порівнянні з дорослими і має три форми 'V' сірі смуги на горлі.

## Середовище проживання
Відомий тільки з лісів у центральній і північній частині хребта Сьєрра-Мадре на острові Лусон на Філіппінах. Проживає у від незайманих до помірно порушених від рівнинних до середньо-гірських лісах. 

## Загрози та охорона
Вид ще не класифікований у Червоному списку МСОП. Острів Лусон сильно заселений і вид знаходиться під загрозою вирубки лісу. Немає відомих заходів по збереженню виду, однак є кілька природоохоронних організацій, що працюють над захистом і відновленням унікального лісу Сьєрра-Мадре.